# Balatonboglár
Balatonboglár (hongrois : Balatonboglár [ˈbɒlɒtonboɡlaːr] ; allemand : Sankt Egidi) est une localité hongroise située dans le comitat de Somogy, au bord du lac Balaton. Elle se trouve au centre d'une région viticole réputée.

## Histoire
Le territoire de Balatonboglár est habité depuis plus de 6 000 ans. Des vestiges archéologiques témoignent du passage d'une voie militaire romaine menant vers Aquincum, notamment dans le quartier de Szőlőskislak, dont le nom même renvoie à la tradition viticole ancienne. L'introduction de la viticulture dans la région est traditionnellement attribuée aux Romains.
Au Moyen Âge, le site est mentionné pour la première fois en 1211 dans une charte du roi András II sous le nom de villa Boclar. Une charte apocryphe datée de 1093 mentionne déjà un port fluvial (villa Boclar cum portu), en lien avec un passage par bac reliant la rive sud à Révfülöp.
La période de la domination ottomane entraîna la dépopulation et la destruction de nombreuses structures médiévales. Les traces de la première église locale, vraisemblablement dédiée à saint Georges, ont été retrouvées lors de fouilles en 1937 puis en 1996 sur la colline dite Temetődomb.
À partir du XVIIIe siècle, la région se repeuple. Les familles Bárány (provenant du comitat de Zala) et Jankovich marquent l'histoire locale. Le manoir Bárány, de style classique construit en 1825, est aujourd'hui un bâtiment protégé. Le développement du trafic fluvial au XIXe siècle, notamment avec la création d'un port pour les navires à vapeur en 1847, a contribué à l'essor de la commune.
L'arrivée du chemin de fer entre 1863 et 1872 accélère le développement de la bourgeoisie locale. Balatonboglár devient un centre régional du commerce, de l'artisanat et des services. La bourgeoisie terrienne et des familles de commerçants juifs y jouent un rôle important.
Le développement balnéaire commence dans les années 1890, et la ville devient dans l'entre-deux-guerres une station reconnue du Balaton. Le scientifique et député réformateur Gaston Gaal, puis le prêtre et futur président du Parlement hongrois Béla Varga, ont œuvré pour le développement culturel et urbanistique de la commune. Le quartier de Jankovich-telep, les villas des rues Zoltán  Kodály ou Hétház utca, témoignent de cet essor.
Dans les années 1970, Balatonboglár devient un lieu important pour l'avant-garde artistique hongroise, notamment grâce aux expositions estivales organisées dans les chapelles bleue et rouge, anciennes propriétés des familles Körmendy et Gaal. Depuis 1987, la commune est reconnue comme ville internationale de la vigne et du vin. L'entreprise BB – Balatonboglári Borgazdasági Rt. demeure le principal producteur vinicole de la région sud-balatonienne.

### Les évadés français à Balatonboglár en 1942-1945

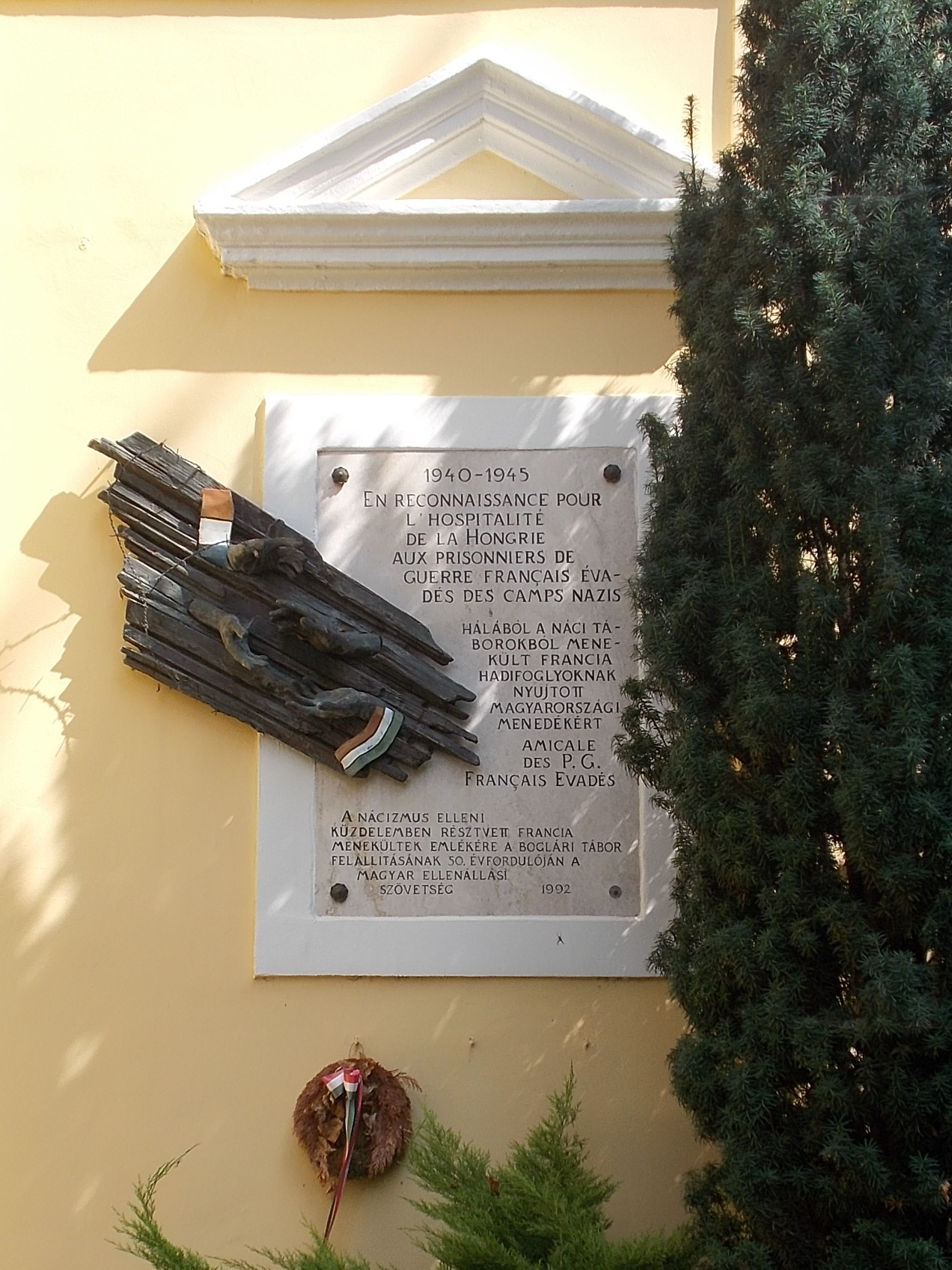
Plaque commémorative des évadés français, œuvre de Gyula Illyés.

Entre 1940 et 1945, des militaires français évadés des camps allemands trouvèrent refuge en Hongrie, souvent sur les conseils de camarades polonais. Bien que le pays fût allié à l'Allemagne nazie, les autorités hongroises appliquaient les conventions de Genève et offraient un accueil relativement bienveillant.
Les soldats furent d'abord internés à Komárom, puis répartis dans des camps ouverts. En septembre 1942, ils furent transférés à Balatonboglár, logés dans des hôtels ou villas. Ils recevaient un pécule hongrois, leur solde via l'ambassade de France, et obtinrent rapidement le droit de travailler dans divers secteurs. Le colonel Hallier, attaché militaire, assurait leur suivi.
La vie locale favorisa les échanges avec la population : certains Français se marièrent avec des Hongroises, comme Éva Hegedűs, qui épousa d'abord un sergent français, puis plus tard Raymond Barre.
Après l'occupation allemande de la Hongrie en mars 1944, les Français furent dispersés, cachés par des habitants ou engagés dans les maquis de Slovaquie. À l'arrivée de l'Armée rouge début 1945, les survivants furent évacués vers Odessa puis rapatriés à Marseille.
Les anciens fondèrent l'Amicale des prisonniers de guerre évadés pour témoigner de l'accueil reçu en Hongrie et agir en faveur des prisonniers hongrois internés en France. En mars 2022, l'ambassadrice Pascale Andréani inaugura un petit musée à Balatonboglár retraçant cet épisode.

## Population

### Minorités culturelles et religieuses
Selon le recensement de 2011, la population de Balatonboglár se déclarait à 83,5 % de nationalité hongroise, 2,5 % d'origine allemande et 0,2 % d'origine polonaise. Environ 16 % des habitants n'ont pas souhaité répondre à la question sur l'appartenance ethnique. En raison des doubles identités autorisées, la somme des pourcentages peut dépasser les 100 %. Sur le plan religieux, 54,7 % des habitants se déclaraient catholiques romains, 5,2 % réformés, 2,6 % luthériens, 0,4 % gréco-catholiques et 8,8 % sans affiliation religieuse, tandis que 27 % n'ont pas répondu.
Lors du recensement de 2022, 88 % des habitants s'identifiaient comme Hongrois, 2,3 % comme Allemands, 0,7 % comme Croates, 0,6 % comme Roms, et 0,1 % respectivement comme Grecs, Bulgares, Ukrainiens, Ruthènes, Slovaques, Polonais, Roumains ou Serbes. Les personnes se déclarant d'autres origines non autochtones représentaient 2,8 %, tandis que 11,5 % n'ont pas répondu. Sur le plan religieux, 41,5 % des habitants se déclaraient catholiques romains, 4,4 % réformés, 2,1 % luthériens, 0,4 % gréco-catholiques, 0,1 % orthodoxes et 1,2 % affiliés à une autre confession chrétienne ; 0,7 % relevaient d'une autre tradition catholique, 10,2 % se disaient sans religion, et 39,2 % n'ont pas souhaité répondre.

## Équipements

### Réseaux extra-urbains

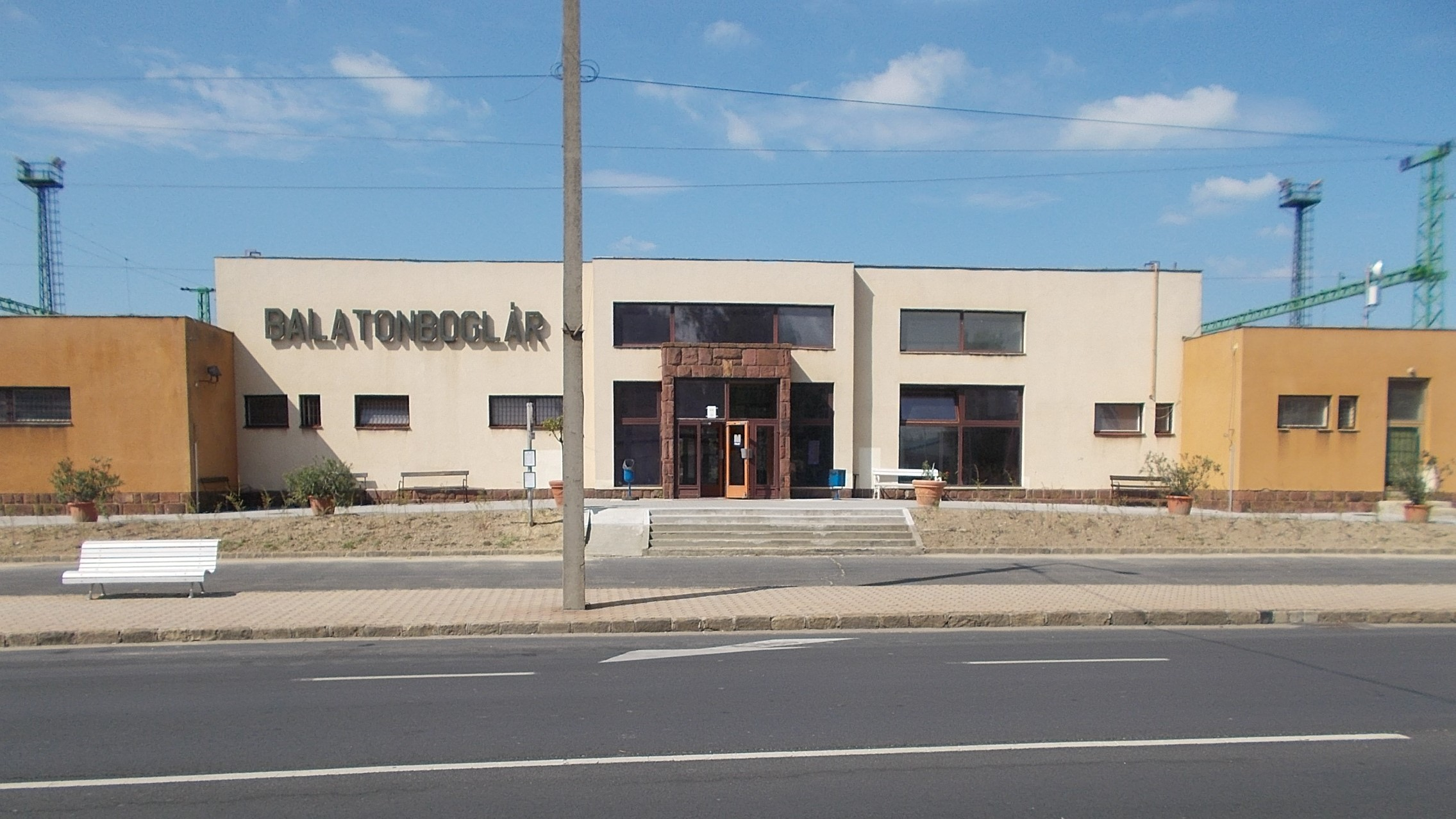
La gare ferroviaire et routière de Balatonboglár.

Le centre-ville est traversé d'est en ouest par la route principale 7, tandis que, quelques kilomètres plus au sud, l'autoroute M7 longe la commune en dehors des zones habitées.
La ville est reliée à Lengyeltóti — et, par son intermédiaire, aux localités plus méridionales du comitat de Somogy — par la route secondaire 6711, qui traverse également le quartier de Szőlőskislak, rattaché administrativement à Balatonboglár.
Sur le plan ferroviaire, la ville est desservie par la ligne Budapest–Murakeresztúr. Elle possède une gare, Balatonboglár, située sur cette ligne.

## Économie

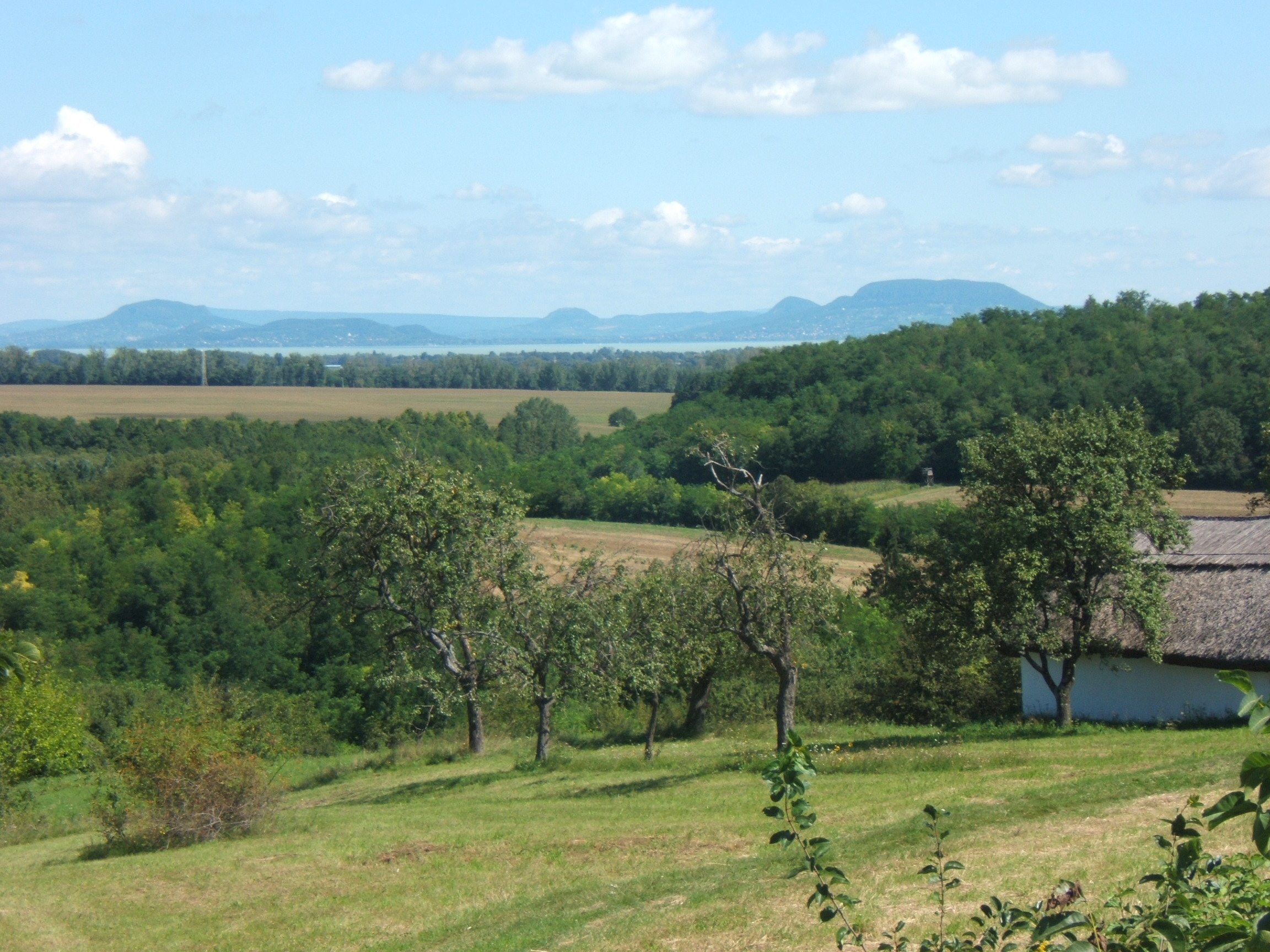
Vue sur la région viticole de Balatonboglár, depuis Kéthely.

Balatonboglár doit une grande part de son développement économique à la viticulture, enracinée dans la région depuis l'époque romaine. Elle est le centre officiel de la région viticole de Balatonboglár, ce qui lui vaut parfois le surnom de « ville de la vigne et du vin ».
Cette tradition s'est structurée autour de la Balatonboglári Borgazdasági Zrt. (BB), l'une des plus importantes entreprises viticoles de Hongrie. Implantée au sud de la ville, le long de la route de Lengyeltóti, elle est l'héritière du Domaine d'État fondé en 1956, à une époque où l'on cherchait à approvisionner le tourisme balnéaire en pleine croissance.

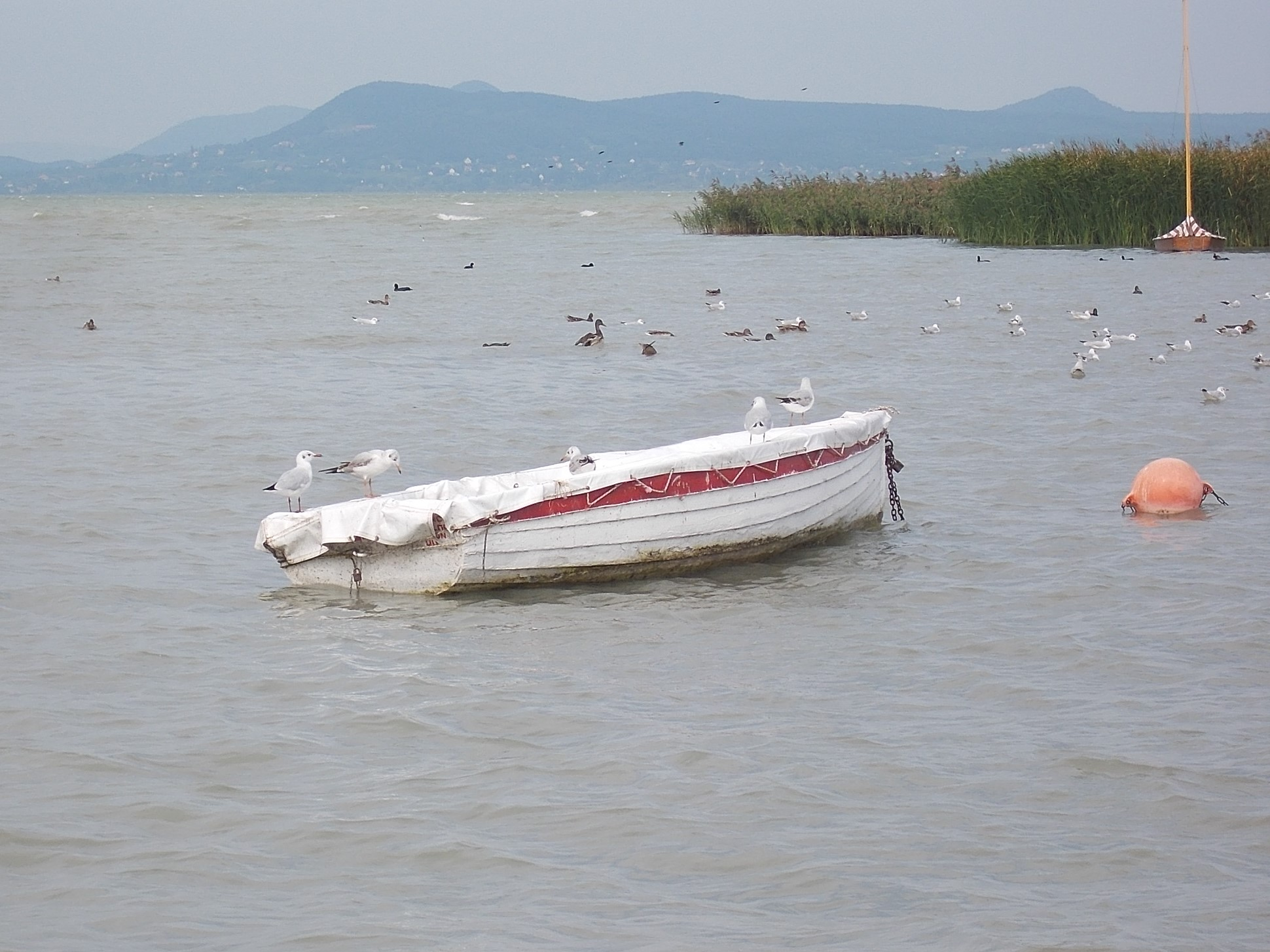
Rives du Balaton.

La société BB a joué un rôle pionnier dans l'introduction de méthodes modernes de culture de la vigne et de vinification, notamment la technologie réductive pour préserver les arômes. Ses vins, notamment à base de Csabagyöngye et de muscat, ont été récompensés dès les années 1970 et massivement exportés vers l'URSS, l'Allemagne et les États-Unis, en partenariat avec Pepsi Cola. À partir de 1982, elle produisait également du mousseux et du vermouth pour le compte du groupe Martini.
Privatisée en 1993, l'entreprise reste un acteur structurant de l'économie locale. Elle est aussi mécène du Festival des Vendanges de Balatonboglár, organisé depuis 1976, et a contribué à l'obtention en 1987 du titre de Ville internationale de la vigne et du vin.
Balatonboglár est une destination touristique prisée, notamment pour sa plage aménagée en prairie, équipée de terrains de beach-volley, d'un mini-golf et d'un service de location de pédalos.

## Organisation administrative
La ville se divise en plusieurs quartiers distincts : la zone de villégiature située au nord de la voie ferrée, le quartier oriental de Császta, les collines du Vár-domb et du Kápolna-domb, les quartiers résidentiels et industriels autour de la route de Kaposvár, la zone résidentielle et touristique occidentale appelée Jankovich-telep, ainsi que Szőlőskislak, localité rattachée à la commune.

## Patrimoine local

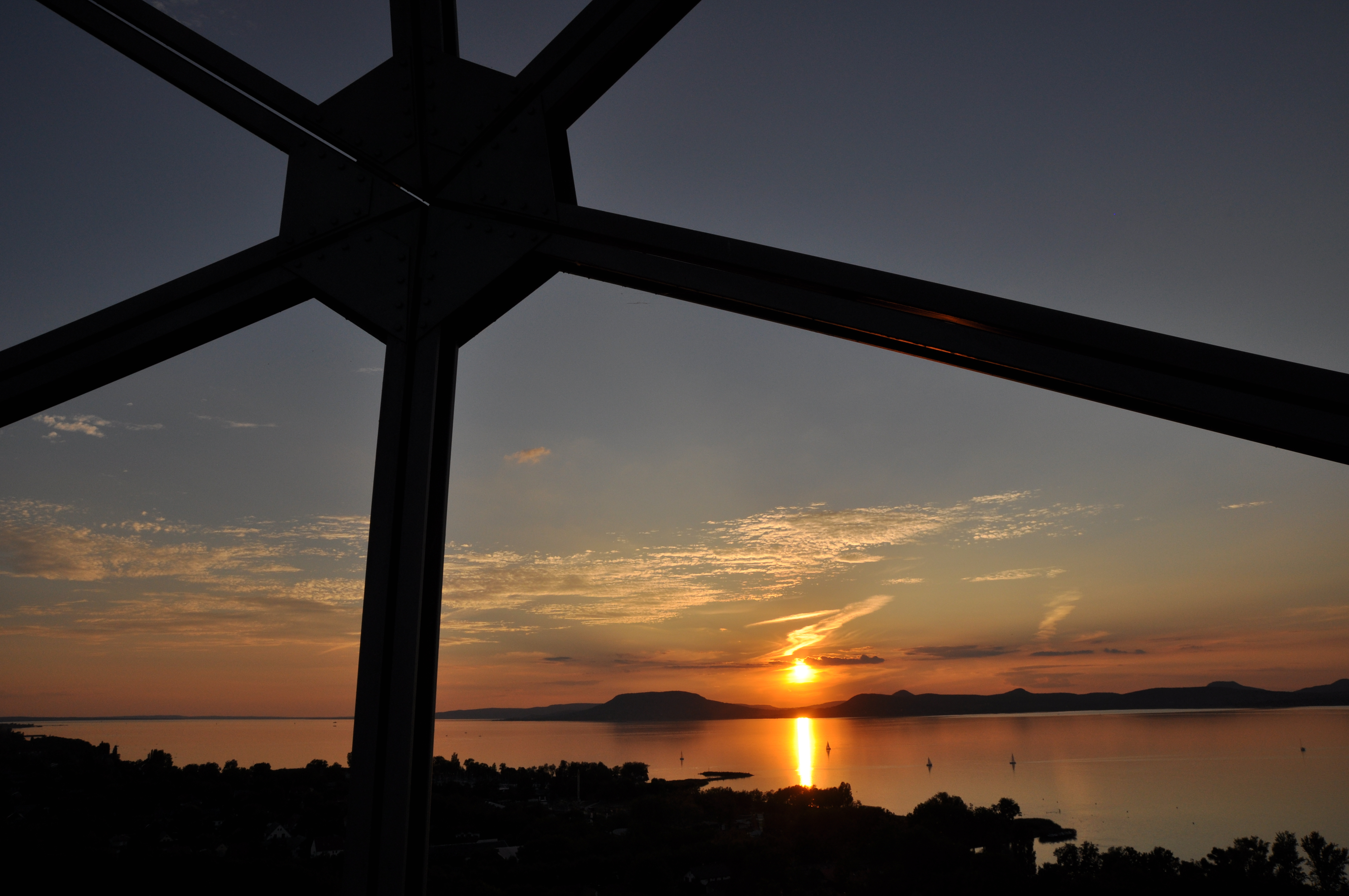
Le massif du Badacsony à la tombée de la nuit, depuis le Gömbkilátó.

Balatonboglár est dominée par le Gömbkilátó, une tour d'observation sphérique érigée au sommet du Várdomb, colline emblématique et lieu de promenade très apprécié tout au long de l'année. Ce belvédère, dont l'éclairage nocturne est visible jusque sur les rives opposées du Balaton, constitue le premier repère visuel pour les voyageurs arrivant depuis l'ouest. Dans les années 1980, le Várdomb accueillait de nombreux événements culturels estivaux grâce à un théâtre de plein air et une grande pergola. Au pied de la colline, la rue Hétház témoigne du développement balnéaire du tournant du XXe siècle : elle fut le premier quartier de villas de la ville, fréquenté par la bourgeoisie intellectuelle de Budapest.
Le centre-ville se déploie autour de Dózsa György út, artère principale où se trouve notamment l'ancienne poste, un édifice de style classique. Plus à l'ouest, en direction de Fonyód, plusieurs villas bourgeoises rappellent le passé balnéaire et élégant de la ville. La gare, reconstruite à plusieurs reprises, se dresse aujourd'hui face à un centre commercial moderne. 

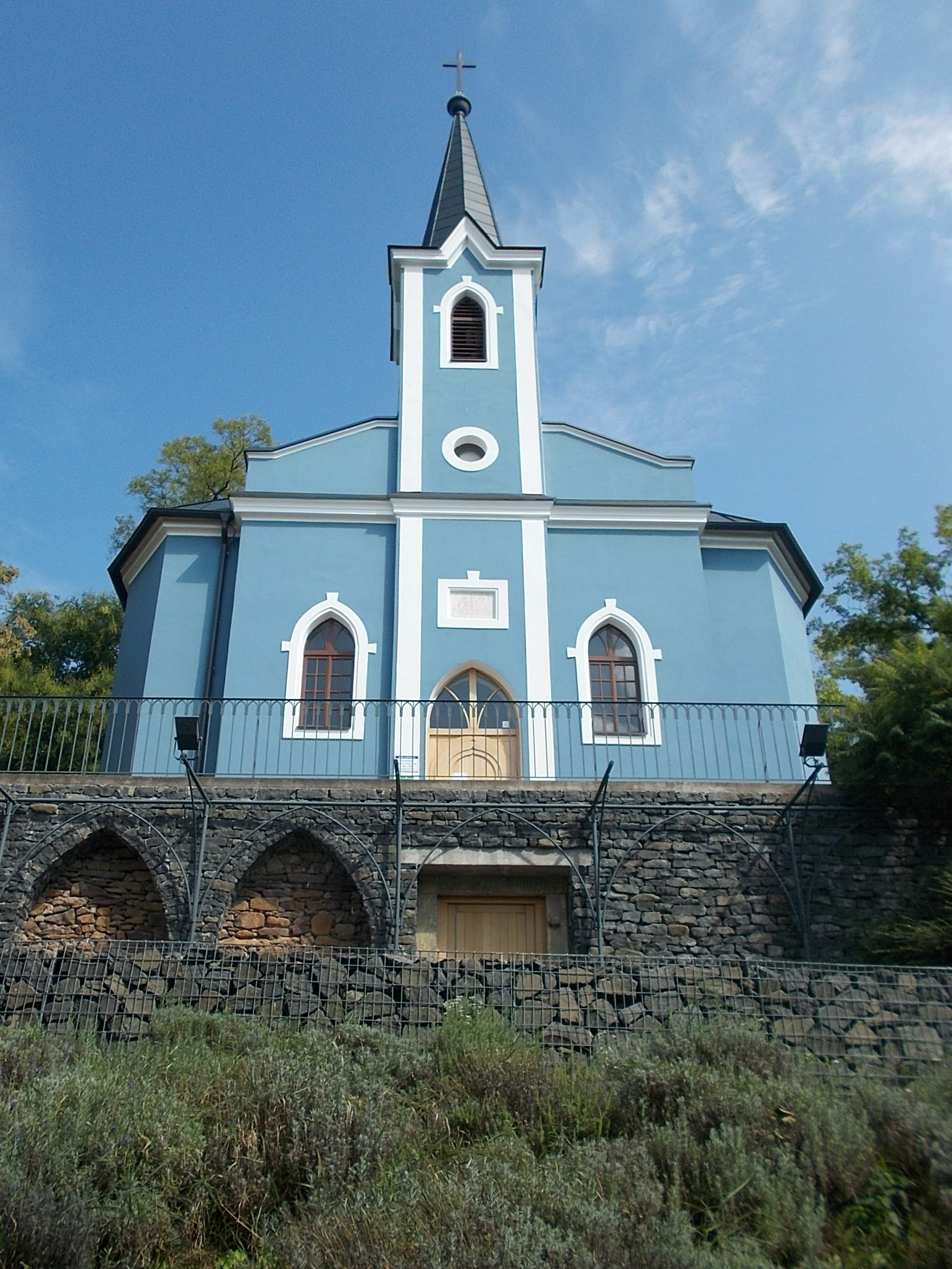
La chapelle bleue.

L'église catholique, construite entre 1931 et 1932 sur les plans de l'architecte Kotsis Iván, fut commandée par Béla Varga, alors curé de la paroisse et futur président de l'Assemblée nationale hongroise. En 2023, elle a accueilli un instrument exceptionnel : la première « lábzongora » (orgue pédestre) de Hongrie, longue de 7,5 mètres. L'ancienne maison de la culture, qui servit d'école pour les réfugiés polonais pendant la Seconde Guerre mondiale, conserve une valeur symbolique importante. L'église évangélique, quant à elle, a été conçue par l'architecte contemporain Tamás Nagy.
Deux chapelles de style romantique, la chapelle rouge et la chapelle bleue, toutes deux classées monuments historiques, jouent depuis les années 1970 un rôle central dans la vie artistique estivale, accueillant des expositions d'art contemporain. Devant la chapelle rouge, un théâtre de plein air accueille régulièrement des concerts et représentations, notamment par le théâtre Gergely Csiky de Kaposvár. Depuis 2005, une statue en bronze du Premier ministre Pál Teleki se dresse dans l'espace public, non loin de la tombe restaurée de Béla Varga, reconnue comme lieu de sépulture nationale.
Le patrimoine civil de Balatonboglár comprend également plusieurs manoirs d'époque. Le manoir Bárány, de style classique, construite en 1825 par Pál Bárány, est l'un des édifices les mieux conservés de la ville. Le manoir Ágoston-Madách, lui aussi classé, témoigne de l'histoire foncière locale. Enfin, le port actuel, autrefois point d'amarrage du premier bac du Balaton, reste un lieu vivant de la mémoire fluviale et balnéaire de la ville.

## La localité dans les représentations
- 1981 : Paradis provisoire d'András Kovács avec André Dussollier

## Jumelages
| Ville | Ville      | Pays | Pays      |
| ----- | ---------- | ---- | --------- |
|       | Bönnigheim |      | Allemagne |

## Personnalités liées à la localité
Balatonboglár a vu naître ou vivre plusieurs personnalités marquantes du monde artistique, sportif ou politique. Parmi elles figure Bertalan Bagó, metteur en scène reconnu, ainsi que Attila Epres, acteur de théâtre et de cinéma. Le domaine de l'image est représenté par Lajos Nádorfi, chef opérateur et photographe, tandis que Beáta Nyírő s'est illustrée comme actrice.
La ville est également associée à l'écrivain, poète, essayiste et traducteur György Somlyó, figure de la littérature hongroise du XXe siècle. Dans le domaine des arts appliqués, Éva Szabó s'est distinguée comme céramiste et créatrice de porcelaines.
Balatonboglár compte aussi des figures du monde sportif, comme János Urányi, champion olympique de kayak. Le pilote Sándor Takács est une autre figure marquante, originaire de la ville. Enfin, le village rattaché de Szőlőskislak est le lieu de naissance de Lajos Vasváry, ouvrier métallurgiste devenu député au Parlement hongrois.